# Kiesarrondissement Nijvel
Het Belgische kiesarrondissement Nijvel  valt samen met het administratieve arrondissement Nijvel.

## Structuur
| Nijvel           | Nijvel           | Supranationaal     | Nationaal                         | Nationaal                         | Gemeenschap                      | Gewest                           | Provincie                        | Arrondissement                   | Provinciedistrict | Kanton                                      | Gemeente        |
| ---------------- | ---------------- | ------------------ | --------------------------------- | --------------------------------- | -------------------------------- | -------------------------------- | -------------------------------- | -------------------------------- | ----------------- | ------------------------------------------- | --------------- |
| Administratief   | Niveau           | Europese Unie      | België                            | België                            | Wallonië                         | Wallonië                         | Waals-Brabant                    | Nijvel                           | Nijvel            | Nijvel                                      | 26              |
| Administratief   | Bestuur          | Europese Commissie | Belgische regering                | Belgische regering                | Franse Gemeenschapsregering      | Waalse regering                  | Deputatie                        | Deputatie                        | Deputatie         | Deputatie                                   | Gemeentebestuur |
| Administratief   | Raad             | Europees Parlement | Kamer van volksvertegenwoordigers | Kamer van volksvertegenwoordigers | Waals Parlement                  | Waals Parlement                  | Provincieraad                    | Provincieraad                    | Provincieraad     | Provincieraad                               | Gemeenteraad    |
| Kiesomschrijving | Kiesomschrijving | Frans Kiescollege  | Kieskring Waals-Brabant = Nijvel  | Kieskring Waals-Brabant = Nijvel  | Kieskring Waals-Brabant = Nijvel | Kieskring Waals-Brabant = Nijvel | Kieskring Waals-Brabant = Nijvel | Kieskring Waals-Brabant = Nijvel | Nijvel, Waver,    | Nijvel, Genepiën, Waver, Geldenaken, Perwez | 26              |
| Verkiezing       | Verkiezing       | Europese           | Federale                          | Federale                          | Waalse                           | Waalse                           | Provincieraads-                  | Provincieraads-                  | Provincieraads-   | Provincieraads-                             | Gemeenteraads-  |

- Het kiesarrondissement Nijvel omvat de gemeenten Nijvel, Eigenbrakel, Kasteelbrakel, Itter, Rebecq, Tubeke, Waterloo, Genepiën, Villers-la-Ville, Waver, Chaumont-Gistoux, Court-Saint-Étienne, Graven, Terhulpen, Ottignies-Louvain-la-Neuve, Rixensart, Geldenaken, Bevekom, Hélécine, Incourt, Orp-Jauche, Ramillies, Perwijs, Chastre, Mont-Saint-Guibert, Walhain